# Сегундо Сернадас
Педро Сернадас (ісп. Pedro Cernadas; нар. 20 березня 1972), відоміший під творчим псевдонімом Сегундо Сернадас (ісп. Segundo Cernadas) — аргентинський актор. Став відомим в Україні завдяки чоловічим ролям в серіалах «Багаті і знамениті» та «Дикий ангел».

## Біографія
Народився Сегундо Сернадас (справжнє ім'я при народженні Педро Сернадас) 20 березня 1972 року у місті В'єдма провінції Ріо-Неґро (Аргентина). Зараз грає в театрі та знімається у латиноамериканських фільмах та мильних операх.

## Особисте життя
Сернадас розлучений. З 2004 року до 2011 року був одружений з перуанською акторкою Джанеллою Нейра. У цьому шлюбі у актора в 2009 році народився син Сальвадор Сернадас Нейра.

## Вибрана фільмографія
- 1996 — Montaña rusa, otra vuelta (телесеріал)
- 1996—1997 — Моделі 90-60-90 (телесеріал)
- 1997 — Багаті та знамениті (телесеріал)
- 1998 — Miledy, la historia continúa (телесеріал)
- 1998—1999 — Дикий ангел (телесеріал)
- 2000 — Los buscas de siempre (телесеріал)
- 2003 — Dr. Amor (телесеріал)
- 2005—2006 — Se dice amor (телесеріал)
- 2008 — Valentino, el argentino (телесеріал)
- 2010—2011 — El fantasma de Elena (телесеріал)
- 2012 — Dulce Amor (телесеріал)